# Duplikator
En duplikator, også kaldet en sværteduplikator, var en maskine til mangfoldiggørelse af tekst, der i lighed med spritduplikatoren var meget anvendt før kopimaskiner blev almindelige (op til slutningen af 1980'erne). Thomas Edison tegnede patent på teknikken bag duplikatoren, men den fik først sin endelige udformning af Albert Blake Dick, der satte The Edison Mimeograph i produktion i 1887. Ordet mimeograf ses i få tilfælde brugt på dansk.
Systemet var baseret på stencils af voksbelagt silkepapir. Når en sådan stencil blev anbragt i en skrivemaskine og skrevet på, fjernede anslaget voksen fra papiret. Herefter blev  stencilen anbragt på en tromle fyldt med oliebaseret sværte. Når tromlen blev drejet kunne sværten trænge gennem stencilen på de steder, hvor voksen var fjernet, og afsættes på et blankt stykke papir, der blev ført frem mellem tromlen og en presserulle. Fejl på stencilen kunne reddes med en særlig voksblanding, der gendannede vokslaget. Foruden maskinskreven tekst var det muligt at inkludere enkle stregtegninger som man med et specielt tegneredskab ridsede i stencilen. En duplikeret tekst kaldes også  stencileret på grund af stencilens centrale rolle i processen.
Duplikatorer fandtes i hånddrevne udgaver med håndsving og elektrisk drevne udgaver. De sidste havde også et håndtag, der brugtes ved montering af stencilen og ved prøvetryk.
En fladeduplikator fungerede på principielt på samme måde, men her blev stencilen anbragt i en ramme og trykket blev leveret ved at en gummirulle med hånden blev kørt hen over papir og stencil.
Svagheden ved duplikatoren var, at det var let at få sværte på sig, når man betjente maskinen, og typerne på skrivemaskinen kunne blive fedtet til i voks og dermed give utydelige aftryk på stencilen. 
En særlig type stencils kunne "brændes" i en stencilbrænder ud fra en sort-hvid original. Originalen og elektrostencilen blev placeret ved siden af hinanden på en tromle. Tromlen blev roteret af en motor og en fotocelle aftastede originalen i en spirallinje, idet tromlen langsomt bevægede sig sidelæns. Signalet fra fotocellen styrede en gnist fra en stift, der brændte hul i dæklaget på stencilen svarende til de sorte områder på originalen. Dette gjorde mere komplicerede tryk mulige, idet man kunne benytte monterede stregtegninger og gnidebogstaver som f.eks. Letraset. Tætheden af spirallinjerne kunne ofte varieres til større eller mindre finhed. På den måde kunne man præstere nogenlunde anstændige tryksager. Stiften skulle fra tid til anden skiftes. 
Hvis en stencil indeholdt et meget mørkt billede, skulle dette helst placeres nederst (man vendte evt. originalen på hovedet), da papiret ellers let klæbede fast til stencilen og kørte med rundt. 